# Admildo Chirol
Admildo de Abreu Chirol, ou simplesmente Admildo Chirol (Rio de Janeiro, 1 de julho de 1934 — Rio de Janeiro, 28 de dezembro de 1998) foi um preparador físico e técnico de futebol brasileiro.

## Biografia
Formado na Escola de Educação Física do Exército, no Rio de Janeiro, Chirol começou a trabalhar com a Seleção Brasileira em 1968, também participando dela em 1974, 1978 e 1993. Ele não pôde participar da Copa dos Estados Unidos sob acusação de ser funcionário fantasma da Câmara de Vereadores do Rio. Na Copa da França, devia ter sido o coordenador técnico da Seleção, no lugar de Zico, mas uma ação trabalhista contra a CBF o impediu. O preparador físico iniciou sua carreira em 1962, no América. Também trabalhou no Bragantino, ao lado de Carlos Alberto Parreira. No exterior, trabalhou no Kuwait, Arábia Saudita e Emirados Árabes Unidos. Amigo de Zagallo, Chirol havia aceitado o convite do ex-técnico da Seleção para ser o preparador físico da Portuguesa de Desportos, mas morreu na véspera de sua apresentação. Chirol era criticado e até ridicularizado por seus métodos de trabalho considerados ultrapassados. Era conhecido como o "Rei do Polichinelo", exercício comum nas escolas de educação física. Foi preparador da seleção brasileira de 1970 (tricampeã), de 1974 e de 1978. Como treinador de futebol, dirigiu Botafogo, Vasco e Fluminense.
Com 46 anos de carreira, Chirol morreu no dia 28 de dezembro de 1998, aos 64 anos, após um infarto fulminante, no final de 1998, durante a madrugada no Rio de Janeiro. O seu corpo foi enterrado no mesmo dia, no Cemitério Jardim da Saudade, também no Rio.

## Títulos

### Como treinador
Botafogo
- Torneio Rio-São Paulo: 1966
- Copa Carranza: 1966
- Copa Círculo de Periódicos: 1966
- Triangular de Caracas: 1967

Seleção Brasileira
- Copa do Mundo: 1970[3] (como preparador físico)

### Como coordenador técnico
Botafogo
- Campeonato Brasileiro: 1995